# Kotlin
Kotlin és un llenguatge de programació de propòsit general, multiplataforma i multiparadigma. La seva característica més destacada és comptar amb inferència de tipus. Està dissenyat per poder interoperar completament amb Java tant amb la biblioteca de classes de Java com amb la màquina virtual de Java (JVM). Gràcies a la inferència de tipus, la seva sintaxi es més concisa que la de Java.
A més a més de JVM, Kotlin també es pot compilar a JavaScript (per exemple per a aplicacions web amb react) o a codi nadiu per a iOS o Android.
El pes i el cost del desenvolupament recau en JetBrains, mentre que la marca Kotlin l'administra la Fundació Kotlin. El 7 de maig de 2019 Google va anunciar que Kotlin passava a ser el seu llenguatge principal per a aplicacions en Android. Des de llavors molts desenvolupadors s'han passat a Kotlin.